# Густав VI Адолф
Вижте пояснителната страница за други личности с името Густав Адолф.
Густав VI Адолф (на шведски: Oscar Fredrik Wilhelm Olaf Gustaf Adolf, е крал на Швеция в периода 1950 – 1973 г.

## Произход
Роден е на 11 ноември 1882 г. в Стокхолм, Швеция. Най-голям син е на крал Густав V и Виктория Баденска. От рождението си носи титлата херцог Сконски.

## Крал на Швеция
На престола се възкачва на 67 години с девиза: „Дългът преди всичко“ (на шведски: Plikten framför allt). По време на управлението на Густав VI се започва работа по конституционната реформа (новата конституция е приета през 1975 г., след смъртта му).
Занимава се с археология и ботаника. Участва в археологически експедиции в Китай (специализирал на китайско изкуство), Гърция, Италия, основава Шведския институт в Рим. Като ботаник събира голяма колекция от рододендрони. Притежавал е библиотека с 80 хиляди тома с действително прочетени книги.
Умира от пневмония на 90-годишна възраст. Погребан е не в кралската гробница в църквата Ридархолм, а в Хага. Негов приемник става 27-годишният му внук Карл XVI Густав (най-големият му син Густав Адолф, херцог Вестърботън, загива през 1947 г.).

## Фамилия
Първи брак: с Маргарита Конът, внучка на кралица Виктория и дъщеря на херцог Артър Конът. Маргарита почива от отравяне на кръвта при операция на 1 май 1920 г., 30 години преди встъпването на Густав на престола. Заедно имат четирима сина и една дъщеря:
- Густав Адолф (херцог Вестърботън) (1906 – 1947);
- Сигвард (1907 – 2002);
- Ингрид (1910 – 2000), кралица на Дания, Фредерик IX и майка на Маргрете II;
- Бертил (1912 – 1997);
- Карл Юхан (род. 1916 г.).

Втори брак: на 3 ноември 1923 г. с Луиза Маунтбатън (Батенберг), леля на Филип, херцог на Единбург, а от 1950 г. – кралица Луиза. Нямат деца.